# Untere Marktstraße 8 (Bad Kissingen)

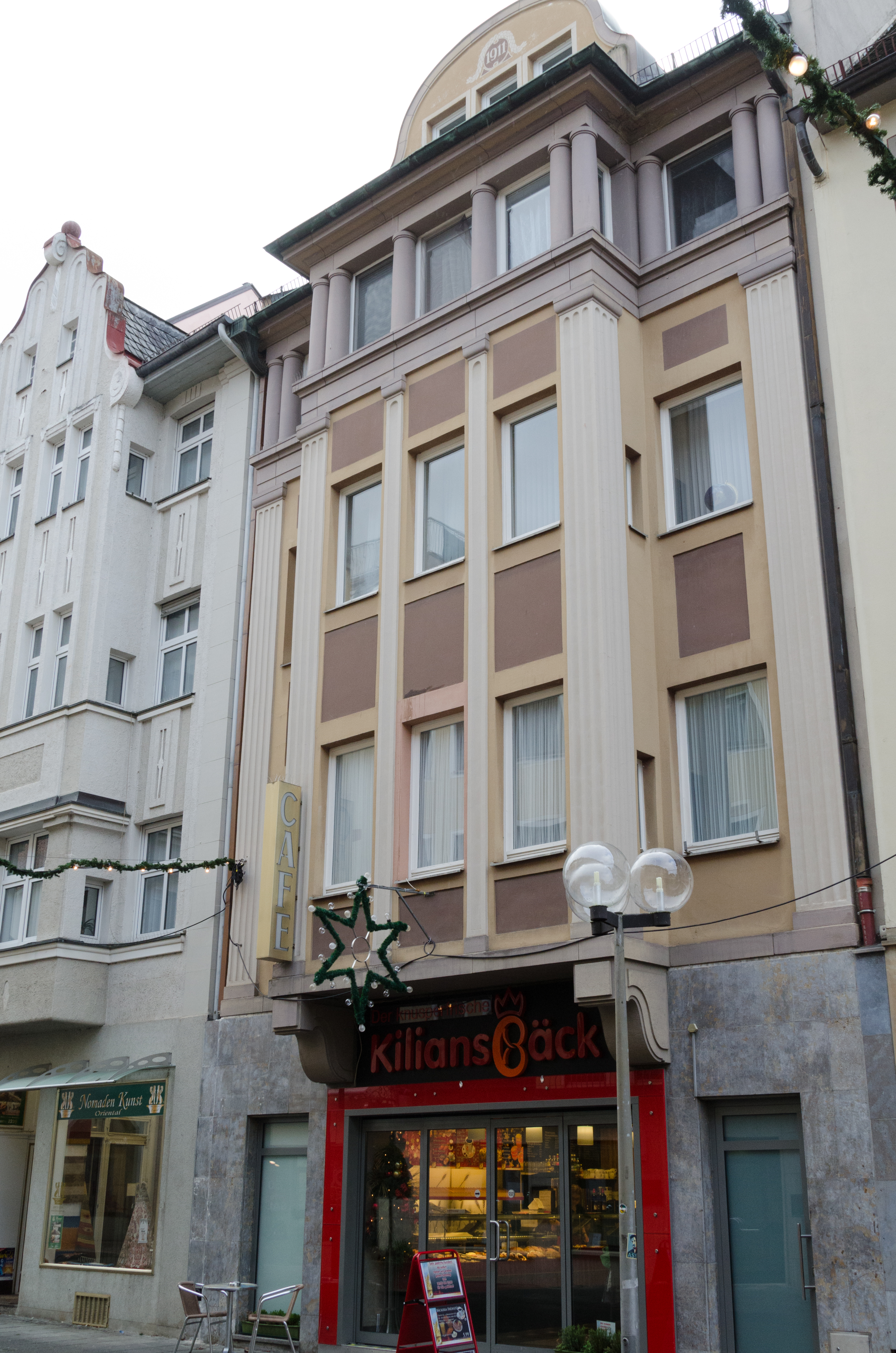
Untere Marktstraße 8

Das Gebäude Untere Marktstraße 8 in Bad Kissingen, der Großen Kreisstadt des unterfränkischen Landkreises Bad Kissingen, gehört zu den Bad Kissinger Baudenkmälern und ist unter der Nummer D-6-72-114-103 in der Bayerischen Denkmalliste registriert.

## Geschichte
Das viergeschossige Anwesen wurde in den Jahren 1911–1912 vom Bad Kissinger Architekten Franz Krampf errichtet. Die Fassade ist durch einen kannelierten Kolossalpilaster geprägt. Ein solcher von der Architektur des Barock inspirierter Pilaster findet sich beispielsweise auch am Anwesen Theresienstraße 10.
Das Anwesen beherbergt heute Wohnungen und ein Bäckereigeschäft.